# Stephanie Gleißner
Stephanie Gleißner (* 1983 in Garmisch-Partenkirchen) ist eine deutsche Schriftstellerin.

## Leben
Gleißner studierte von 2002 bis 2009 Neuere Deutsche Literatur und Religionswissenschaften an der Eberhard Karls Universität Tübingen und an der Universität Kapstadt. 2008 war sie Finalistin beim 16. open mike und 2010 Teilnehmerin am Literaturkurs der Tage der deutschsprachigen Literatur in Klagenfurt. Im Herbst 2012 erschien ihr Debütroman Einen solchen Himmel im Kopf. Seit 2016 ist sie Mitarbeiterin der DFG-Forschergruppe Journalliteratur.

## Preise und Stipendien
- 2005 Jury- und Publikumspreis beim 1. Tübinger Ohrmacht Literaturwettbewerb[4]
- 2010 Stipendiatin der Kunststiftung Baden-Württemberg[5]
- 2013 Stipendiatin im Künstlerdorf Schöppingen[6]

## Werke
- Hinterland (Romanauszug, Kapitel: Im Umkreis des Brahmanen). In: 16. open mike, Allitera Verlag, München 2008.
- Winter – das schönste Gefühl (Erzählung). In: Schwäbisches Tagblatt, 20. August 2005.
- Einen solchen Himmel im Kopf (Roman). Aufbau-Verlag, Berlin 2012. ISBN 978-3-351-03506-8
- Hrsg. zusammen mit Mirela Husić, Nicola Kaminski und Volker Mergenthaler, Optische Auftritte. Marktszenen in der medialen Konkurrenz von Journal-, Almanachs- und Bücherliteratur, Wehrhahn Verlag, Hannover 2019, ISBN 978-3-86525-714-7.